# Ninlil
Ninlil was in de Mesopotamische mythologie de Sumerische graangodin, die soms met Ninhursag werd geassocieerd. 
Zij woonde in Dilmun met haar ouders. Volgens de mythe zag Enlil haar op een dag baden in een kanaal nabij Nippur en kon hij niet de aandrang weerstaan om haar schoonheid te proeven. Hij verkrachtte Ninlil en maakte haar zwanger met water. Als straf werd Enlil toen uit Nippur gebannen en ter dood veroordeeld. Maar Ninlil volgde hem, zodat hij zou zien hoe zij hun kind baarde. Dat werd de maangod Nanna of Sin. Enlil was door verdriet overmand doordat zijn zoon met hem in het land van de doden zou moeten vertoeven. Hij haalde Ninlil ertoe over nog een kind van hem te nemen, dat Nanna zou vervangen in het land van de levenden. Ninlil stemde daarin toe. Hij bezwangerde haar in de gedaante van de poortwachter en schonk de tweede zoon Nirgal het leven. Hij werd de god van de dood. Zo ook bezwangerde Enlil haar een derde keer als de man van de rivier van de nederwereld, een mensverterende rivier en zij baarde Ninazu, god van de onderwereld. Uiteindelijk bezwangerde hij haar als de man van de boot en schonk zij het leven aan Enbilulu, de god van rivieren en kanalen. Daarmee stemde ze de godin van de onderwereld Eresjkigal mild voor het verlies van Nanna.
In sommige mythen is Ninlil ook nog de moeder van Ninurta. Na haar dood werd zij weergodin zoals Enlil. Ze werd mogelijk geassocieerd met de zuidenwind, terwijl Enlil met de koude noordenwindstormen werd geassocieerd. 
Ninlil zou ook aan de basis kunnen liggen van de demon Lilitu in het Gilgamesj-epos.